# Friedrich von Bernhardi
Friedrich Adolf Julius von Bernhardi (22 noiembrie 1849 – 11 decembrie 1930) a fost un general și istoric militar prusac. El a fost un autor de best-seller-uri înainte de Primul Război Mondial. Militarist, el este, probabil, cel mai bine cunoscut pentru cartea sa belicoasă Deutschland und der Nächste Krieg (Germania și următorul război), tipărită în 1911. El a pledat pentru o politică de agresiune nemiloasă și un dispreț total față de tratate, privind războiul ca fiind „divin”.

## Biografie
Bernhardi s-a născut în St. Petersburg, Imperiul Rus. Familia lui a emigrat în Schöpstal (Silezia) în 1851.
În timpul Războiului Franco-Prusac (1870-1871), Bernhardi a fost locotenent de cavalerie în Regimentul 14 Husari al Armatei Prusace și la sfârșitul acestui conflict a avut onoarea de a fi primul german care a trecut călare pe sub Arcul de Triumf  atunci când germanii au intrat în Paris.
În perioada 1891-1894 a fost atașat militar german la Berna și, ulterior, a fost șeful Departamentului de istorie militară al Statului Major General din Berlin. El a fost avansat la gradul de general și numit comandant al Corpului VII de Armată de la Münster (Westfalia) în 1907, dar s-a retras doi ani mai târziu și a devenit scriitor militar. Atenția pe scară largă a fost stârnită de memoriile tatălui său, diplomatul și istoricul Theodor von Bernhardi, pe care le-a publicat, și mai ales de cartea sa, Germania și următorul război. În Germania și următorul război, Bernhardi a declarat că războiul „este o necesitate biologică” și că „era în conformitate cu legea naturală, care este deasupra tuturor celorlalte legi ale naturii, legea luptei pentru existență”.
Bernhardi a servit în timpul Primului Război Mondial ca general. A luptat cu succes mai întâi pe Frontul de Est la Stochod, unde a luat cu asalt capul de pod de la Tsarecze și apoi pe Frontul de Vest, în special la Armentières. A fost decorat cu Ordinul Pour le Mérite la 20 august 1916 pentru participarea sa la apărarea germană împotriva Ofensivei Brusilov.